# Амайя, Хосе
Хосе Антонио Амайя Пардо (исп. José Antonio "Ringo" Amaya Pardo; род. 16 июля 1980 года в Барранкилья, Колумбия) — колумбийский футболист, полузащитник. Выступал в сборной Колумбии.

## Клубная карьера
Амайя начал профессиональную карьеру в клубе «Атлетико Хуниор». В 1999 году он дебютировал за основной состав в Кубок Мустанга. В 2004 году Хосе помог команде выиграть чемпионат. В 2005 году он перешёл в «Атлетико Насьональ» в составе которого трижды выиграл чемпионат. В 2010 году Амайя стал игроком «Мильонариос». 15 августа в матче против «Кукута Депортиво» он дебютировал за новую команду. 26 сентября в поединке против «Америки Кали» Хосе забил свой первый гол за «Мильонариос». В начале 2011 года Амайя вернулся в «Атлетико Хуниор», где выступал до конца года и в еще раз стал чемпионом Колумбии. В начале 2012 года Амайя подписал контракт с эквадорской «Барселоной» из Гуаякиль. 5 февраля в матче против «Депортиво Куэнка» он дебютировал в эквадорской Серии A. 20 мая в поединке против «Макары» Хосе забил свой первый гол за «Барселону». По окончании сезона он стал чемпионом Эквадора.
В начале 2013 года Амайя вернулся на родину, став игроком «Патриотас». 16 февраля в матче против «Кукута Депортиво» он дебютировал за новый клуб. 
В 2014 году Амайя присоединился к клубу «Униаутонома». 19 февраля в матче против «Форталеса Сипакира» он дебютировал за новую команду. 6 октября в поединке против «Депортиво Кали» Хосе забил свой первый гол за «Униаутоному». В конце 2015 года он завершил карьеру.

## Международная карьера
В 2004 году Амайя принял участие в Кубок Америки в Перу. На турнире он был запасным и на поле не вышел. В 2007 году в товарищеском матче против сборной Мексики Хосе дебютировал за сборную Колумбии.

## Достижения
Командные
 «Атлетико Хуниор
- Победитель чемпионата Колумбии (2) — Финалисасьон 2004, Финалисасьон 2011

 «Атлетико Насьональ»
- Победитель чемпионата Колумбии (3) — Апертура 2005, Апертура 2007, Финалисасьон 2007

 «Барселона» Гуаякиль
- Победитель чемпионата Эквадора — 2012